# When We Were Twenty-One (film 1921)
When We Were Twenty-One è un film muto del 1921 diretto da Henry King di cui non si conoscono copie ancora esistenti.
Adattamento cinematografico della commedia omonima di H.V. Esmond andata in scena a New York al Knickerbocker Theatre il 5 febbraio 1900, è il remake di un altro film dallo stesso titolo, When We Were Twenty-One, prodotto nel 1915 dalla Famous Players Film Company e diretto da Hugh Ford e Edwin S. Porter.

## Trama
Dick Audaine è fidanzato con Phyllis ma lei ama, invece, il tutore del giovane, Richard Carewe. Dick, da parte sua, si innamora di Kara Glynesk, ignaro che lei punta solo al suo denaro. Phyllis, che ha intercettato una missiva di Kara a Dick, pensa che la lettera sia indirizzata al tutore e ne resta ferita. Carewe non chiarisce l'equivoco per proteggere Dick che ora vuole sposare Kara. Si tenta di salvarlo da quell'unione ma senza successo. Solo dopo il matrimonio, Dick riacquista la libertà quando Kara fugge via con un altro avendo scoperto che lui è senza un soldo. Phyllis e Carewe, che si sono chiariti, possono finalmente sposarsi.

## Produzione
Il film fu prodotto dalla Jesse D. Hampton Productions.
Lo stesso King racconta che, al momento di montare il film, il montatore si rifiutò di fare i tagli secondo la volontà del regista, preferendo piuttosto rinunciare al lavoro. King, allora si rivolse ai presenti chiedendo se qualcuno volesse rimpiazzarlo. Gli rispose un giovanotto che si chiamava Lewis Milestone e che, con questa occasione presa al volo, iniziò una brillante carriera cinematografica.

## Distribuzione
Il copyright del film fu registrato il 22 dicembre 1920 con il numero LU15949.
Distribuito dalla Pathé Exchange, il film - presentato da Jesse D. Hampton - uscì nelle sale cinematografiche USA nel gennaio 1921, proiettato in prima a Cleveland, intorno al 22 gennaio
.
Non si conoscono copie ancora esistenti della pellicola che viene considerata presumibilmente perduta.